# 千葉克彥
千葉克彥（日语：／ Chiba Katsuhiko），日本男編劇。

## 來歷
1986年，千葉克彥作為第2期生加入小山高生開辦的劇本學校「動畫劇本屋」，次年以《高校！奇面組》（第79話）首次亮相。此後，他加入了該劇本學校負責人小山所成立的「Brother Noppo」，目前擔任自由工作者。
他常與隅澤克之、大和屋曉、導演加戶譽夫等人合作。並因《人造昆蟲KABUTOBORG V×V》中的怪誕搞笑劇本而出名，但科幻也是他的專長，而在本身負責劇本統籌的《FREEDOM》中，他不僅協助劇本，還協助設定。

## 參加作品
粗體字表示劇本統籌作品。

### 電視動畫
1987年
- 高校！奇面組（日语：ハイスクール!奇面組）（編劇）

1990年
- 西瓜皮先生（編劇）
- NG騎士檸檬汽水&40（—1991年，編劇）
- 羅賓漢大冒險（—1992年，編劇）

1991年
- 機甲警察金屬傑克（編劇）

1992年
- 宇宙騎士騎格武士利刃（編劇）
- 元氣爆發伏魔金剛（—1993年，編劇）

1993年
- 熱血最強戈修羅（—1994年，編劇）

1995年
- 新機動戰記鋼彈W（—1996年，編劇）
- 秀逗魔導士（編劇）

1996年
- 秀逗魔導士NEXT（編劇）
- 奧運高手（—1997年，編劇）
- 爆走兄弟Let's & Go!!（編劇）

1997年
- 爆走兄弟Let's & Go!! WGP（編劇）

1998年
- 爆走兄弟Let's & Go!! MAX（編劇）
- 星方武俠Outlaw Star（日语：星方武侠アウトロースター）（編劇）
- 遊☆戲☆王（編劇）

1999年
- 網路安琪兒（編劇）
- ∀鋼彈（編劇）

2000年
- 犬夜叉（—2004年，編劇）
- 時間飛船2000 怪盗閃亮超人（日语：タイムボカン2000 怪盗きらめきマン）（編劇）

2001年
- 機獸新世紀ZERO（編劇）
- 魔法戰士李維（編劇）

2002年
- 通靈王 (2001年版)（編劇）

2003年
- 宇宙學園Stellvia（編劇）
- 星際少年隊（編劇）
- 洛克人EXE AXESS（—2004年，編劇）

2004年
- 陰陽大戰記[注 1]（—2005年，編劇）
- 洛克人EXE Stream（—2005年，編劇）
- 怪醫黑傑克（—2005年，編劇）

2005年
- 魔法少年賈修（—2006年，編劇）
- 洛克人EXE BEAST（—2006年，編劇）

2006年
- 洛克人EXE BEAST+（編劇）
- 武裝鍊金（—2007年，編劇）
- 人造昆蟲KABUTOBORG V×V（—2007年，編劇）
- 流星洛克人（—2007年，編劇）

2007年
- Over Drive（編劇）
- 藍龍（—2008年，編劇）
- 流星洛克人 Tribe（—2008年，編劇）

2008年
- 藍龍 天界的七龍（—2009年，編劇）
- 出包王女（編劇）

2010年
- 戰鬥陀螺 鋼鐵奇兵 爆（—2011年，編劇）
- 火影忍者疾風傳（—2017年，編劇）

2011年
- 戰鬥陀螺 鋼鐵奇兵 4D（編劇）

2012年
- Muv-Luv Alternative Total Eclipse（編劇）
- IXION SAGA DT（—2013年，編劇）

2013年
- 寶石寵物 Happiness（編劇）
- 決鬥大師Victory V3（—2014年，編劇）

2014年
- Baby Steps ～網球優等生～（編劇）
- 暴坊力士!! 松太郎（日语：のたり松太郎）（編劇）
- Lady 寶石寵物（—2015年，編劇）

2015年
- Baby Steps ～網球優等生～ 2（編劇）

2016年
- 火星異種 復仇（編劇）
- Active Raid -機動強襲室第八係- 2nd（編劇）
- 虎面人W（—2017年，編劇）
- 魔物獵人物語 RIDE ON（—2017年，編劇）
- 多美卡超級救援DRIVE HEAD機動救急警察（編劇）

2019年
- 屁屁偵探（—2020年，編劇）
- RobiHachi（編劇）

2020年
- 噴嚏大魔王2020（編劇）
- 勇者鬥惡龍 達伊的大冒險 (2020年版)[1][2]（編劇）
- 半妖的夜叉姬 壹之章（—2021年，編劇）

2024年
- 月刊妄想科學（編劇）

### 電影動畫
1991年
- 黑暗判官（日语：ジャッジ (漫画)）（編劇）

2005年
- 怪醫黑傑克：兩位神秘醫師（編劇）

2022年
- 劇場版 屁屁偵探 SHIRIARTY（日语：映画おしりたんてい シリアーティ）（編劇）

### OVA
1990年
- 幸福的形式（日语：しあわせのかたち）（編劇）

1992年
- 萬能文化貓娘（編劇協力）
- 伊蘇 天空的神殿 ～亞特魯·克里斯汀的冒險～（—1993年，編劇）

1993年
- 流星機學生霸（日语：流星機ガクセイバー）（故事原案）

1994年
- 霸王大系龍騎士 Adieu Legend（—1995年，編劇）

1995年
- 女神天國（日语：女神天国）（編劇）

1996年
- BURN-UP W（編劇）

2006年
- FREEDOM（—2008年，編劇）

### 廣播劇、廣播劇CD
1993年
- 宇宙英雄物語（日语：宇宙英雄物語）（—1994年，編劇）

1994年
- 蓬萊學園的初戀！（日语：蓬莱学園）（編劇）

1998年
- 命運傳奇（編劇）

### 特攝影集
2002年
- 鋼鐵天使pure（編劇）

2007年
- Kawaii！JeNny（日语：Kawaii! JeNny）（編劇）

### 漫畫
1997年
- 新機動戰記鋼彈W BATTLEFIELD OF PACIFIST（日语：新機動戦記ガンダムW BATTLEFIELD OF PACIFIST）（劇本）

2004年
- Xiphos ～新世界的墓標～（原作）

### 小說
- 遊☆戲☆王（擔任著者，原作、插圖：高橋和希，1999年9月3日 ISBN 978-4087030860）

## 腳註

## 相關項目
- 日本動畫師列表（日语：アニメ関係者一覧）